# Королевское авиационное общество
Королевское авиационное общество (Royal Aeronautical Society) — профессиональное учреждение Великобритании, занимающееся различными аспектами аэрокосмической промышленности. Оно было основано 12 января 1866 года как Аэронавтическое общество Великобритании и является старейшим в мире учреждением такого рода. 
Штаб-квартира организации находится в Лондоне.
В обществе представлены все услуги, виды деятельности и продукция мирового гражданского и военного аэрокосмического пространства. 
В мире существует сеть из 63 филиалов, которые обеспечивают глобальную платформу для распространения аэрокосмической информации. Они предлагают региональные и местные мероприятия для своих членов. 

Филиалам подчиняются подразделения, они существуют в странах и регионах с большим количеством дочерних компаний. Отделы работают с высокой степенью независимости и отвечают за филиальную сеть, конференции и курсы. Подразделение имеются в Англии, Австралии, Новой Зеландии, Пакистане и Южной Африке.
Общество издаёт три журнала в месяц: «Aerospace International», «The Aerospace Professional», «The Aeronautical Journal» (в 1923 г. переименован в «The Journal of the Royal Aeronautical Society» и в 1927 г. слился с «Institution of Aeronautical Engineers Journal»).
Любой, кто профессионально или частно связан с аэрокосмической отраслью, может вступить в общество. Оно имеет различные уровни членства, которые соответствуют профессиональной квалификации члена. Компании также могут стать членами Королевского авиационного общества, более 100 компаний присоединились к ассоциации.